# Újezdecká naučná stezka
Újezdecká naučná stezka, nazývaná také Naučná stezka Újezdecká, je naučná stezka - značená turistická a cyklistická trasa v částech Újezdec a Těšov města Uherský Brod v okrese Uherské Hradiště. Nachází se také v Prakšické pahorkatině, ve Zlínském kraji a na Slovácku.

## Historie a popis
Krátká Újezdecká naučná stezka, která byla postavena v roce 2015 a má délku 4,8 km je zaměřena na pověsti, nářečí, historii, místopis a přírodu Újezdce, Těšova a jejich okolí. Tras začíná v Těšově a pokračuje přes Újezdec do Zadního Zákřova. Vede po zpevněném povrchu. Na stezce je k dispozici napevno instalovaný dalekohled, kterým lze pozorovat panorama blízkých Bílých Karpat.

### Informační panely na stezce
Stezka má 6 zastavení s informačními panely:
1. Nad Těšovem
2. U kostela
3. Nad hřbitovem
4. Kaplička
5. Stará cesta
6. Zákřovy

## Další informace
Újezdecká naučná stezka je celoročně volně přístupná a navazuje na Maršovskou naučnou stezku a cyklistickou trasu 5049.

## Galerie

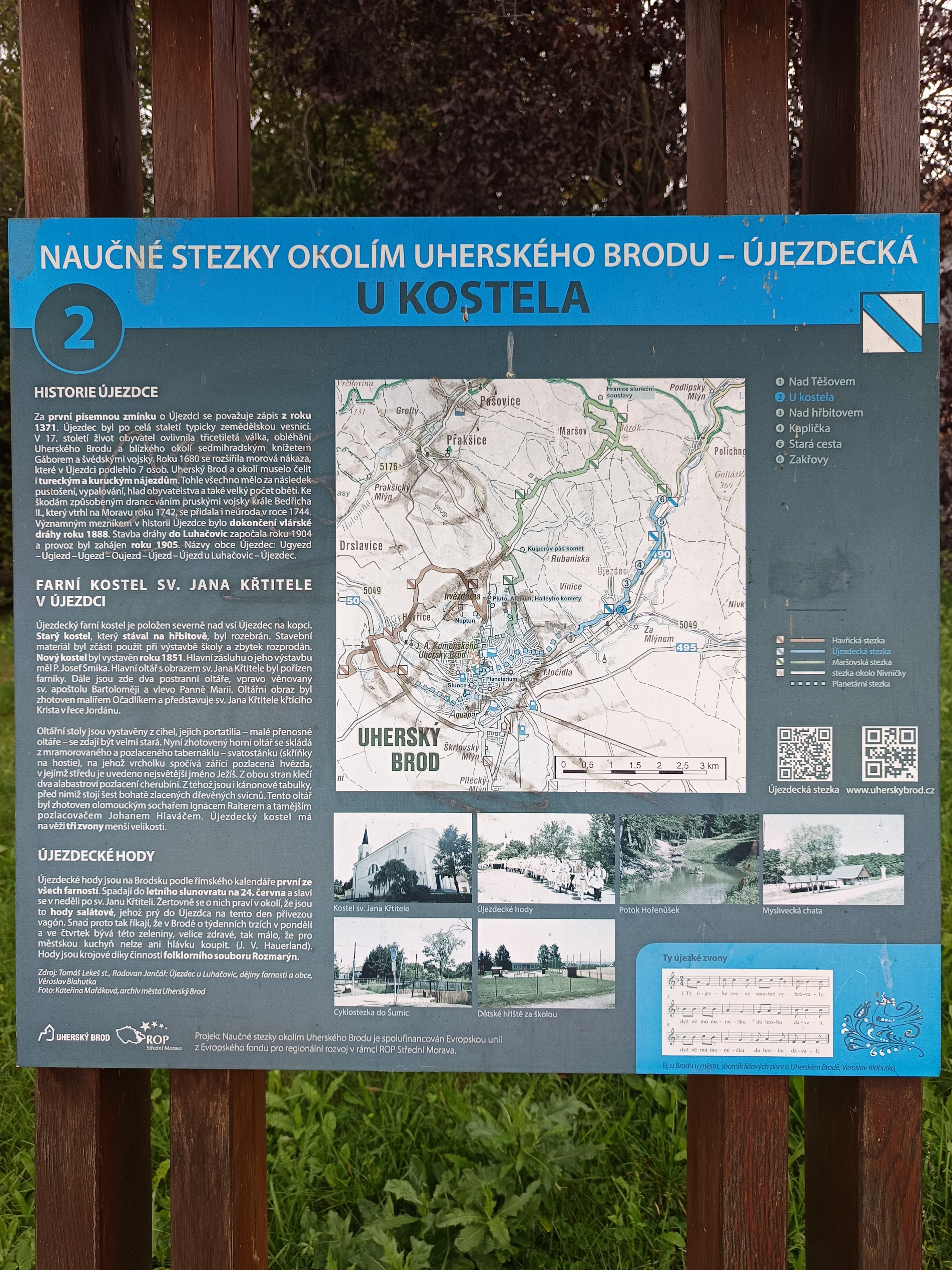
2. zastavení
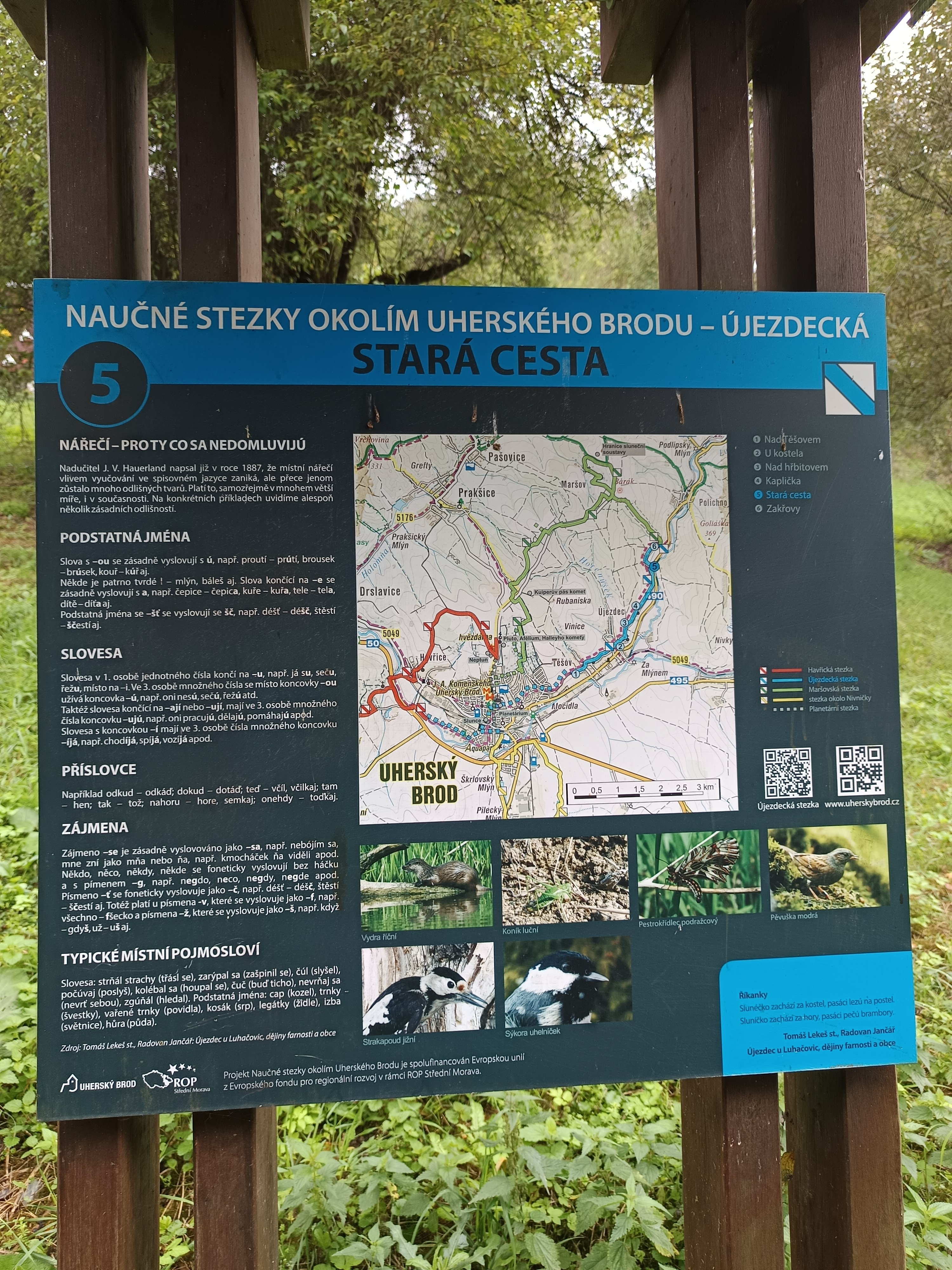
5. zastavení
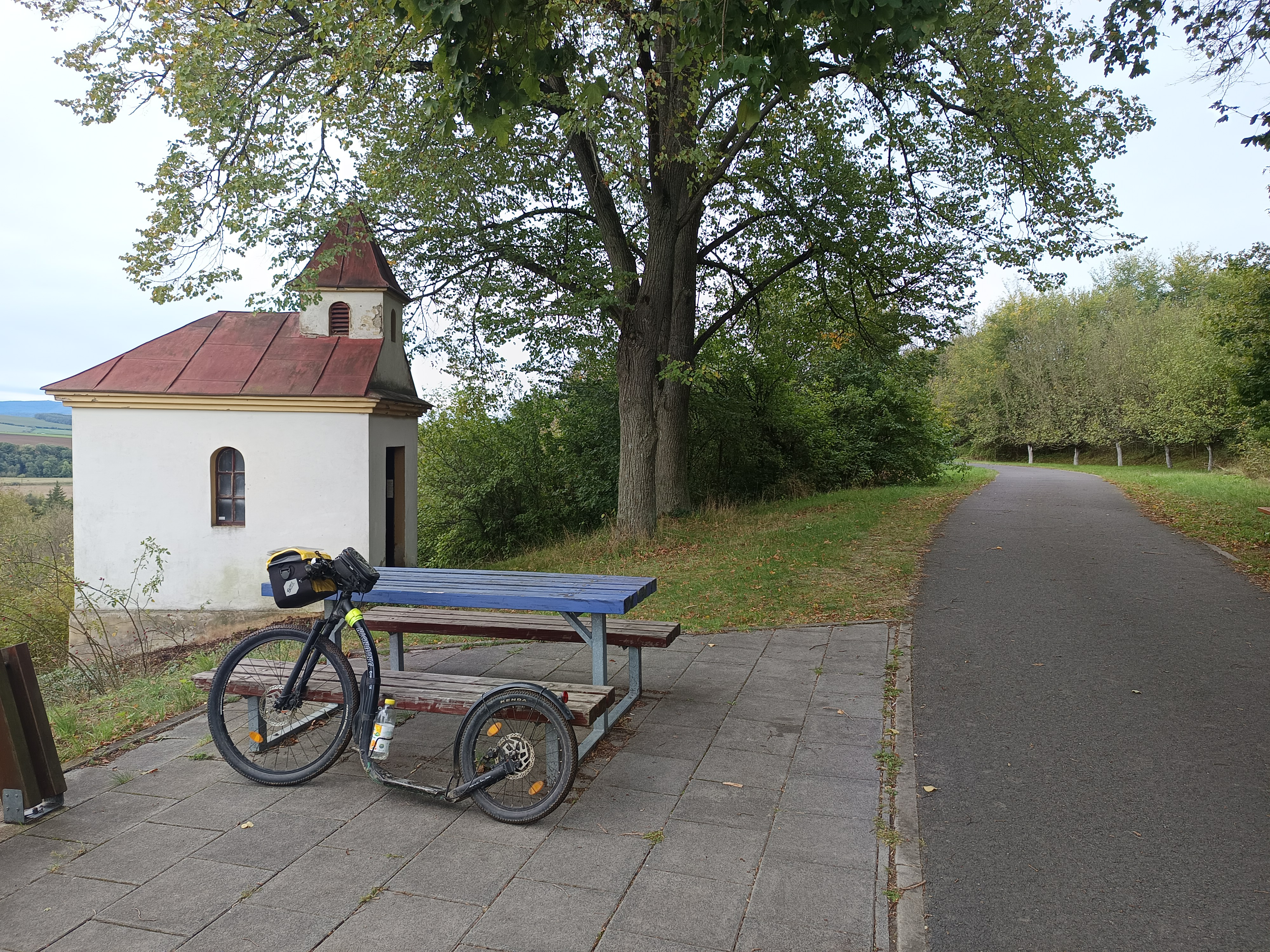
Kaple svatého Cyrila a Metoděje
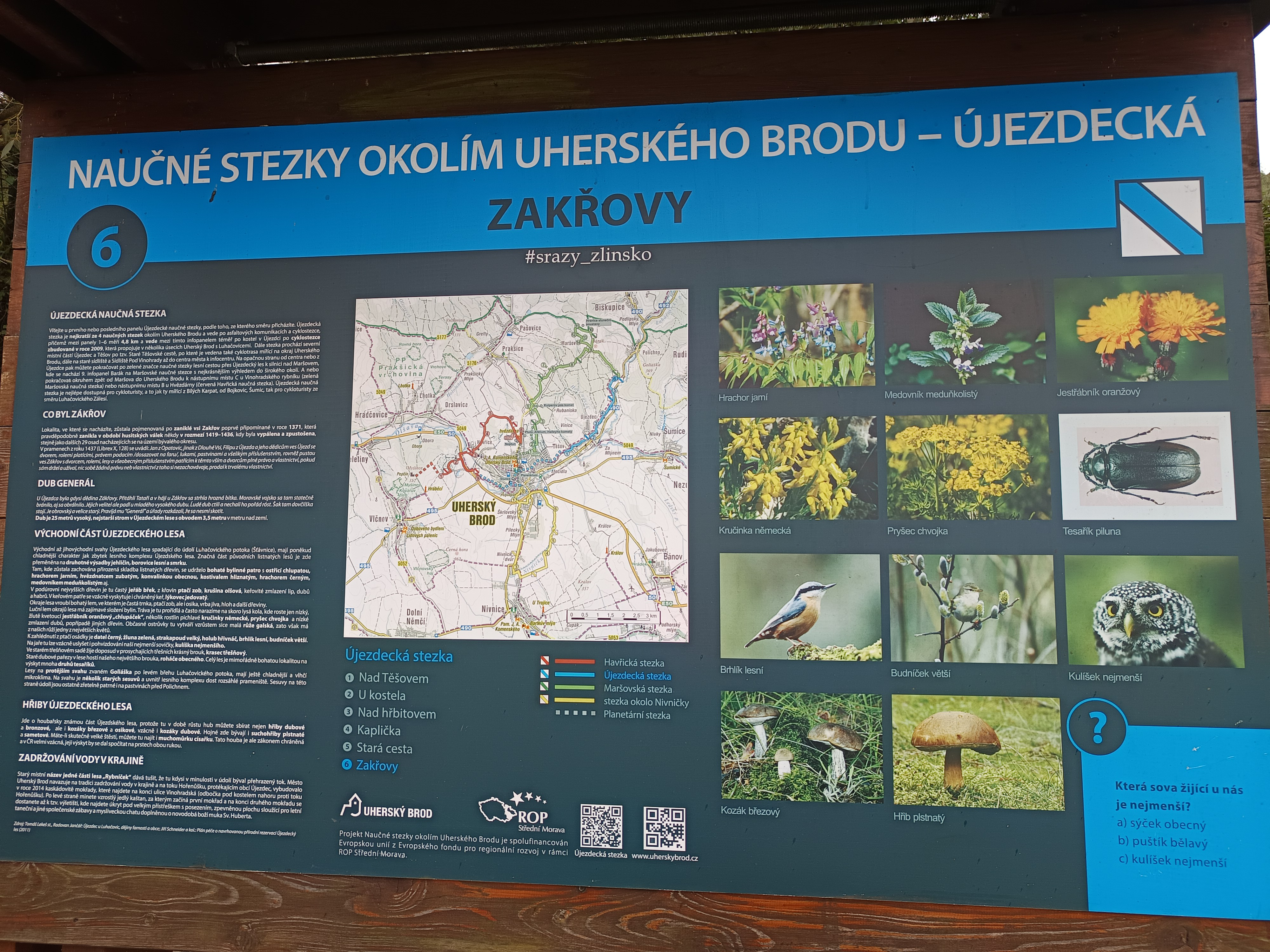
6. zastavení